# غيرما أشينافي
غيرما أشينافي هو لاعب كرة قدم إثيوبي في مركز الوسط، ولد في 28 يوليو 1982 في إثيوبيا. شارك مع منتخب إثيوبيا لكرة القدم. أما مع النوادي، فقد لعب مع نادي البن ونادي الهلال الساحلي ونادي شعب حضرموت.

## وصلات خارجية
- غيرما أشينافي على موقع الاتحاد الدولي (مؤرشف)  (الإنجليزية)
- غيرما أشينافي على موقع قاعدة بيانات كرة القدم.إي يو (الإنجليزية)
- غيرما أشينافي على موقع ناشيونال فوتبول تيمز (الإنجليزية)